# К. Г. Джордж
Кулаккаттил Гиваргис Джордж (малаял. കുളക്കാട്ടിൽ ഗീവർഗീസ് ജോർജ്; 24 мая 1946, Тирувалла, Британская Индия — 24 сентября 2023, Какканад, Керала) — индийский кинорежиссёр
 и сценарист, снимавший фильмы на малаялам. Лауреат девяти кинопремий штата Керала.

## Биография
Родился в Тирувалле (ныне штат Керала) в 1946 году в семье Сэмюэля и Аннаммы. С детства интересовался кино. После получения степени бакалавра в округе Коттаям Джордж отправился в Пуну, где поступил в Индийский институт кино и телевидения.
Вернувшись в Кералу после завершения учебы, он начал карьеру в качестве помощника режиссёра Раму Кариата и работал в фильме Maaya (1972). Спустя два года он вместе со своим наставником написал сценарий для фильма Nellu (1974). Как самостоятельный режиссёр Джордж дебютировал с фильмом Swapnadanam (1976), сценарий которого он написал сам на основе рассказа психиатра Психо Мохаммеда. Фильм стал первой настоящей психологической драмой в киноиндустрии на малаялам и был отмечен кинопремией штата Керала за лучший фильм и Национальной кинопремией за лучший фильм на малаялам.
В 1978 году Джордж снял пять фильмов: Vyaamoham, Rappadikalude Gatha, Iniyaval Urangatte, Onappudava и Mannu, для двух из которых он сам написал сценарии. Среди них выделился Rappadikalude Gatha по сценарию режиссёра П. Падмараджана, получивший кинопремию штата Керала за лучший популярный фильм. В следующем году Джордж срежиссировал музыкально-романтическую драму Ulkkadal, в которой рассказывалась сложная история любви мужчины и трех женщин. А его Mela, вышедший в 1980 году, показал историю циркового клоуна-карлика и пролил свет на тенденцию общества маргинализировать людей с ограниченными возможностями.
В 1983 году сильные эмоциональные отклики во всей Южной Индии вызвал фильм режиссёра Lekhayude Maranam Oru Flashback, основанный на жизни и карьере актрисы Шобы, которая трагически погибла в возрасте 17 лет, находясь на пике своей карьеры. Его следующий фильм Adaminte Vaariyellu (1984), называют одним из самых влиятельных феминистских фильмов в Индии. Изобразив жизнь трех женщин из разных социальных и экономических слоев, картина осветила широко распространенную проблему домашнего насилия.
Режиссёр завершил свою карьеру в 1998 году фильмом Elavamkodu Desam в жанре исторической драмы. Этот фильм часто называют самым слабым в его фильмографии. Сам режиссёр возлагал вину за провал на исполнителя главной роли Маммутти.
К. Г. Джордж скончался в возрасте 77 лет 24 сентября 2023 года в доме престарелых на окраине Кочина. У него остались жена, певица Сельма, сын Арун и дочь Тара.